# Rodauer Bach
Der Rodauer Bach ist zusammen mit seinem rechten Quellbach Johannisbach ein gut 8,4 km langer linker und westlicher Zufluss zum Fischbach im Landkreis Darmstadt-Dieburg in Hessen.

## Geographie

### Oberlauf Johannisbach
Der Johannisbach ist ein Fließgewässer im Flusssystem Gersprenz und entspringt am Nordhang des Lohbergs, rund 500 Meter nördlich von Brandau am Waldrand. Er fließt in allgemein nordöstlicher Richtung durch die Ortskerne von Webern und Klein-Bieberau. Westlich von Rodau vereinigt er sich mit dem von links und Westen kommenden Asbach zum Rodauer Bach. Dort steht ein Granitwerk, das Steinwerk Hottes.

### Verlauf
In den Rodauer Bach mündet in Rodau von rechts und Süden der Bierbach. Rund 1000 Meter südlich der Ortsmitte von Groß-Bieberau mündet der Rodauer Bach selbst von links in den Fischbach.

### Zuflüsse
Hierarchische Liste der Zuflüsse, jeweils von der Quelle zur Mündung. Auswahl.
Zusammenfluss des Rodauer Bachs kurz vor Groß-Bieberau-Rodau aus seinen beiden Oberläufen.
- Johannisbach, rechter Oberlauf
  - Lützelbach, von rechts nach Modautal-Webern
  - Hottenbach, von rechts nach Modautal-Klein-Bieberau
- Asbach, linker Oberlauf 
  - (Bach von der Donnerbockswiese), von links unterhalb von Modautal-Asbach kurz vor der Mündung
- Bierbach, von rechts in Rodau
- Großer Graben, von links in Rodau

### Flusssystem Gersprenz
- Fließgewässer im Flusssystem Gersprenz

## Daten und Charakter
Der Rodauer Bach ist ein silikatischer Mittelgebirgsbach.

## Mühlen
Der Rodauer Bach trieb früher mehrere Mühlen an. Die für den Betrieb von Wassermühlen relevante Größe des mittleren Abflusses (MQ) beträgt vor der Mündung in den Fischbach 158,9 l/s.
Von der Quelle abwärts standen  folgende Mühlen am Lauf: 
- Klein-Bieberauer Mühle[4][5] (Mühle In der Grünn)
- Schnackenmühle[6], auch Schnakenmühle[7]
- Krafts Mühle[8]
- Schuchmannsmühle oder Scheichmühle[9]
- Bocksmühle[10]

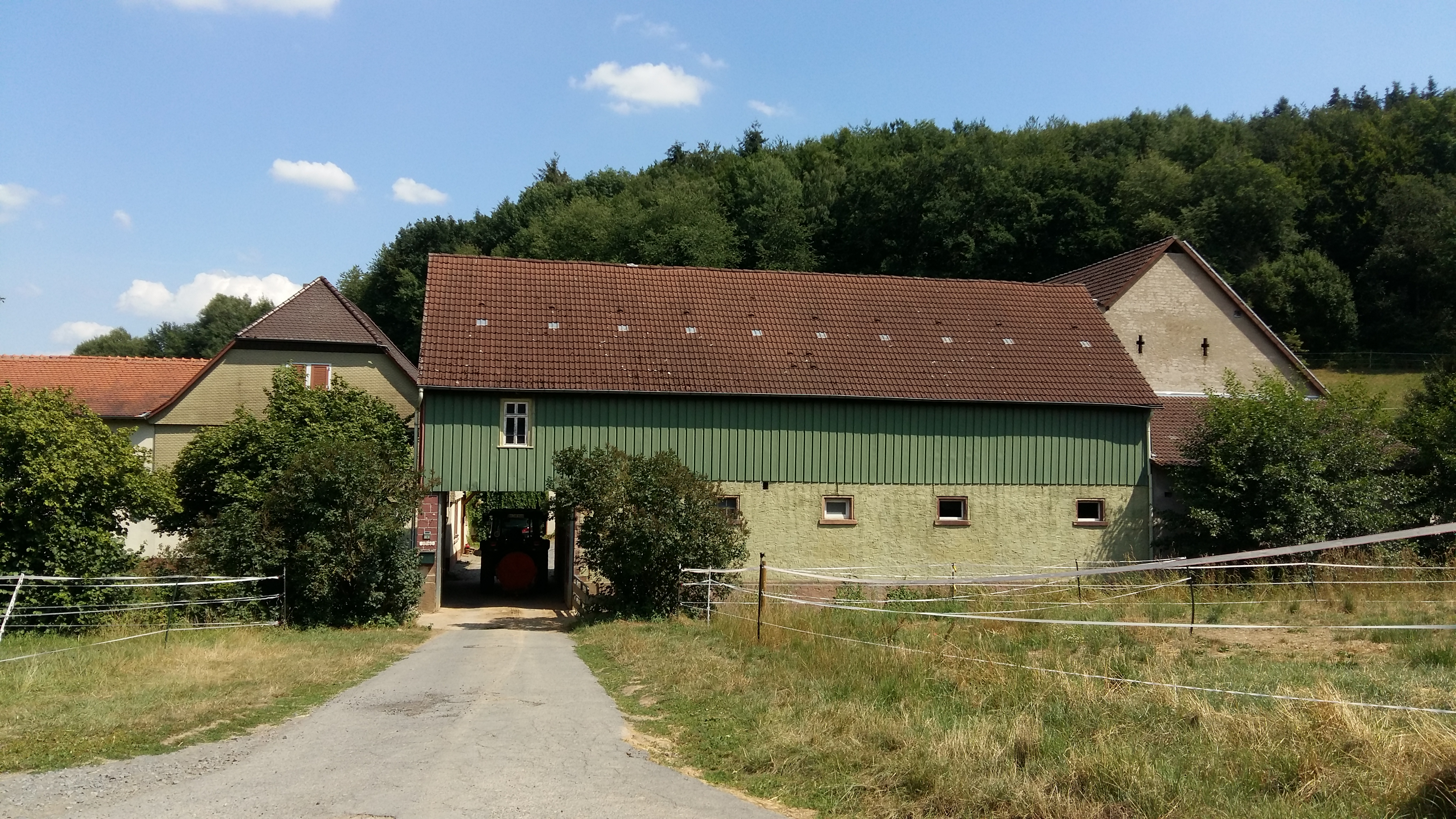
Bocksmühle (2018)
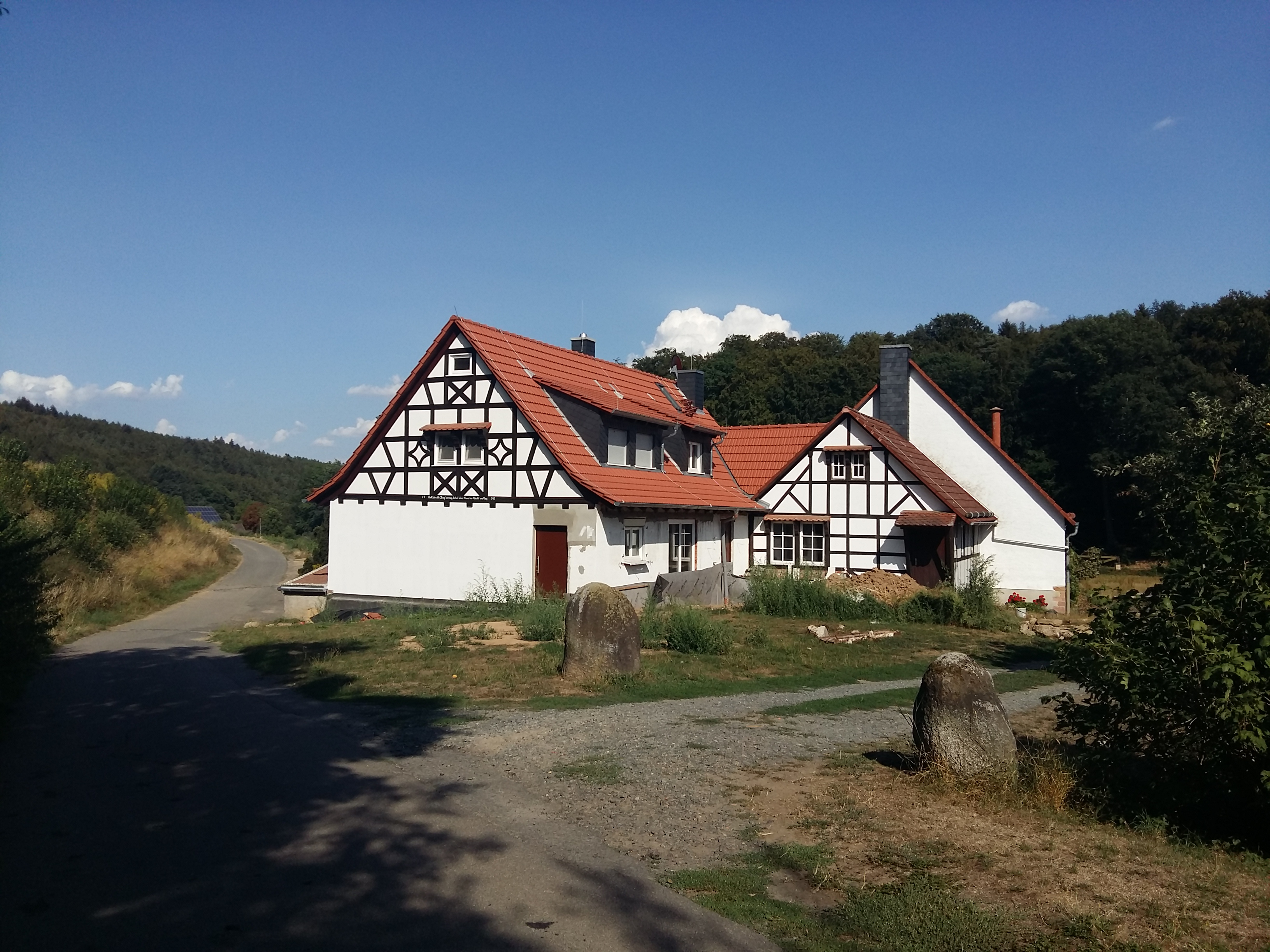
Scheichmühle (2018)

## Johannisbach ↔ Rodauer Bach
Die Bund/Länder-Arbeitsgemeinschaft Wasser (LAWA) hat für den Rodauer Bach und den Johannisbach nur eine gemeinsame Gewässerkennzahl festgelegt. Beide sind aber historisch gesehen zwei unterschiedliche Bäche. Der Rodauer Bach entsteht durch den Zusammenfluss von Johannisbach und Asbach. Seine Länge beträgt von hier bis zur Mündung in den Fischbach 2,9 km. Die Länge des Johannisbachs von der Quelle bis zum Zusammenfluss mit dem Asbach beträgt 5,5 km.